# Polynema helena
Polynema helena är en stekelart som beskrevs av Girault 1925. Polynema helena ingår i släktet Polynema och familjen dvärgsteklar. Inga underarter finns listade i Catalogue of Life.